# Баран, Тихон Максимович
Ти́хон Макси́мович Бара́н (бел. Ціхан Максімавіч Баран; 4 марта 1932, Байки — 22 января 1944, примерно там же) — белорусский партизан Великой Отечественной войны, пионер-герой. Один из партизан Великой Отечественной войны (наподобие братьев Михаила и Ивана Цубы), повторивший подвиг Ивана Сусанина.

## Биография
Тихон Максимович Баран родился 4 марта 1932 года в деревне Байки на территории Косовского повета Полесского воеводства Второй Речи Посполитой (ныне Пружанский район Брестской области Белоруссии). Родители: Максим Иванович и Дарья Ивановна. В семье также были ещё три сына и две дочери. В 1940 году Тихон Баран под влиянием своего дяди Леона, деятеля Западной Белоруссии, вступил в пионерское движение, а его братья вступили в комсомол.
После начала войны немцы захватили деревню Байки, и вся семья — шестеро детей и родители — вступили в партизанский отряд, действовавший неподалёку от Ружан. Тихон с матерью и двумя сёстрами стали связными, отец занялся спасением партизан и их укрытием у себя дома. Тихон как связной получал от помощников партизан в деревне сведения о перемещении немецких войск и полицаев, о количестве солдат и о технике, передавая их в партизанский отряд. Зимой 1942 года в выкопанной около дома Тихона землянке появилась подпольная партизанская типография антифашистского комитета, которая стала штабом руководства партизанским движением. В ней жили около года руководители антифашистского комитета Иосиф Урбанович и Мирон Криштофович. Тихон также занимался распространением листовок, сбором оружия и припасов для партизан.
В апреле 1943 года полиция арестовала Тихона, его мать и двух сестёр по доносу местного жителя. Около месяца семью продержали в концлагере, но ничего не добились. Мать Тихона была отправлена в концлагерь в Германию, а Тихон и сёстры были отпущены на свободу. Детей приютили соседи, а Тихон через некоторое время ушёл опять в лес, став связным в партизанском отряде имени С. М. Кирова (Бригада имени К. П. Пономаренко, Брестское партизанское соединение). Антифашистская деятельность активизировалась: партизаны продолжали атаковать немецкие части, взрывать склады с оружием и уничтожать противника. Немцы подумали, что вся деревня воюет против них, и решили её уничтожить вместе со всеми жителями.
В ночь с 21 на 22 января 1944 года Тихон выполнял задание командования в родной деревне (по другим сведениям, он не покидал деревню с тех пор, как заболел). К тому моменту полицаи окружили всю деревню, согнали местных жителей за околицу деревни и заставили копать яму. После этого немцы сожгли все дома в деревне, а жителей начали расстреливать. Из 957 жителей деревни в живых остался только Тихон: обе его сестры, которые остались в деревне, также погибли. Глава карательного отряда потребовал от Тихона провести их к партизанам, угрожая смертью в случае отказа (среди партизан находились отец Тихона и братья) и обещая отправить в Германию на учёбу и воспитание в случае согласия.
Тихон согласился показать, где находятся партизаны, и повёл их в лес по тропе, которую знал только он сам, заведя в итоге в непроходимое болото. В конце концов, офицер раскусил Тихона и застрелил его, однако немецкий отряд не только не нашёл партизан, но и не выбрался из болота: в нём погибли более 200 солдат и полицаев. По другой версии, один немецкий солдат всё-таки спасся, а после этих событий он оставил в своём дневнике запись следующего содержания: «Мы никогда не победим этот народ, потому что дети у них сражаются, как герои».

## Память
- На доме, где жила семья Баранов, установлена мемориальная доска в честь Тихона Барана[9].
- Также имя партизана носит улица в Пружанах Брестской области.
- Поэтесса Влада Успенская (псевдоним Коб Ра) написала о событиях в деревне Байки стихотворение «Герои и судьбы. Тихон Баран»[6].
- Режиссёр Ирина Брель заявила о планах снять фильм о герое[8][10].
- Сергеем Мильшиным, членом Союза писателей России, создан рассказ «Тишка», прототипом которого стал юный герой Тихон Баран[11][12].